# Pontogeneoides dubia
Pontogeneoides dubia is een vlokreeftensoort uit de familie van de Calliopiidae. De wetenschappelijke naam van de soort is voor het eerst geldig gepubliceerd in 1949 door Ruffo.